# Takashi Kanai
Takashi Kanai (金井 貢史?, Kanai Takashi; Tokyo, 5 febbraio 1990) è un ex calciatore giapponese, di ruolo difensore.